# Antonina Rożniatowska

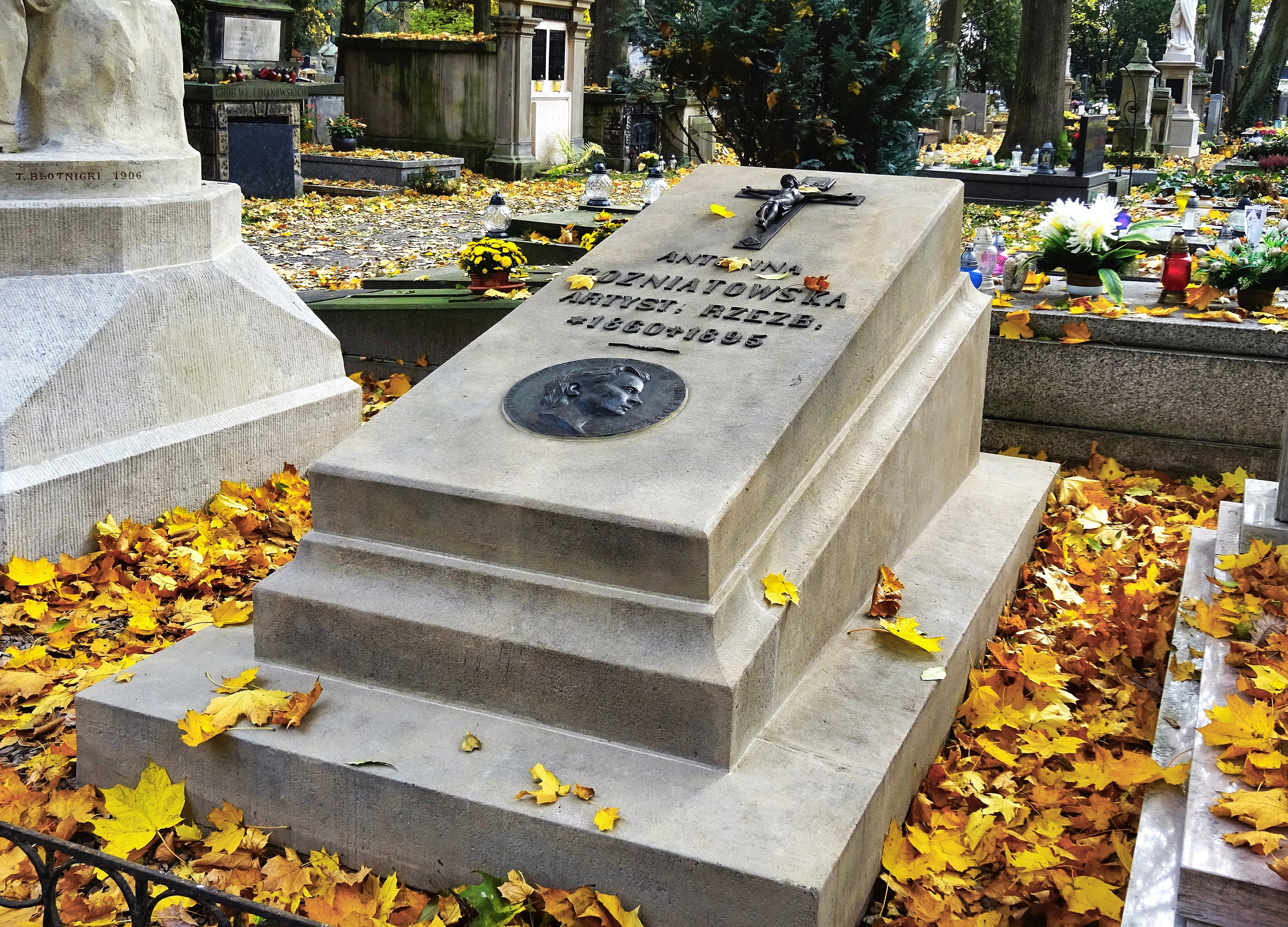
Grób Antoniny Rożniatowskiej na Cmentarzu Rakowickim w Krakowie

Antonina Rożniatowska (ur. 1860 w Berdyczowie, zm. 21 czerwca 1895 w Krakowie) – jedna z pierwszych polskich rzeźbiarek.

## Życiorys
Była córką Ludwika i Ludwiki z domu Jachimowicz. Od 1880 mieszkała w Krakowie. Uczyła się rzeźby na Wyższych Kursach dla Kobiet im. A. Baranieckiego pod kierunkiem Stanisława Lipińskiego oraz Marcelego Guyskiego.
Rzeźbiła w marmurze, terakocie, brązie i gipsie. Wykonała dwa posągi Heleny Modrzejewskiej w gipsie w roli Ofelii w 1885 oraz siedzący naturalnej wielkości w 1887. Była autorką 20 popiersi, między innymi Adriana Baranieckiego (1892) dla Muzeum Techniczno-Przemysłowego, Marcelego Guyskiego, śpiewaczki Józefiny Roszkówny, Józefa Blizińskiego (1893 w glinie dla Muzeum Narodowego, 1894 w brązie dla Teatru Słowackiego). Wykonywała rzeźby o tematyce religijnej (Madonna w marmurze kararyjskim z 1884 oraz Mater Dolorosa w terakocie z 1887), rodzajowe (Wajdeolta z 1881, Prządka ukraińska z 1883, Panienka z kotkiem do wiersza Michała Bałuckiego Raz ujrzałem ją z 1888, Dziewczyna z kurą z 1883) oraz symboliczne (Kwiat Lotosu z 1894). Wykonała również dwa swoje autoportrety: gipsowe popiersie i medalion z 1894. Jej kompozycje cechuje spokojna forma z cechami neoklasycyzmu. Swoje prace wystawiała w Towarzystwie Przyjaciół Sztuk Pięknych od 1883, brała udział w dorocznych konkursach w warszawskiej Zachęcie w latach 1888, 1890 i 1894. Uczestniczyła w Pierwszej Wystawie Sztuki Polskiej w Krakowie zorganizowanej w 1887. Na wystawie sztuki współczesnej we Lwowie otrzymała srebrny medal. Prowadziła wykłady z modelowania dla początkujących na Wyższych Kursach dla Kobiet. Na wystawie pośmiertnej w 1895 TPSP w Krakowie zgromadziło 52 prace artystki. W zbiorach Muzeum Narodowego w Krakowie oprócz prac artystki znajduje się jej portret z 1892 autorstwa Matyldy Meleniewskiej.
Antonina Rożniatowska zmarła w Krakowie w wieku 35 lat, została pochowana na cmentarzu Rakowickim w Kw XIIB północnej przy alei głównej. Na nagrobku znajduje się medalion portretowy autorstwa koleżanki Rożniatowskiej Toli Certowicz.

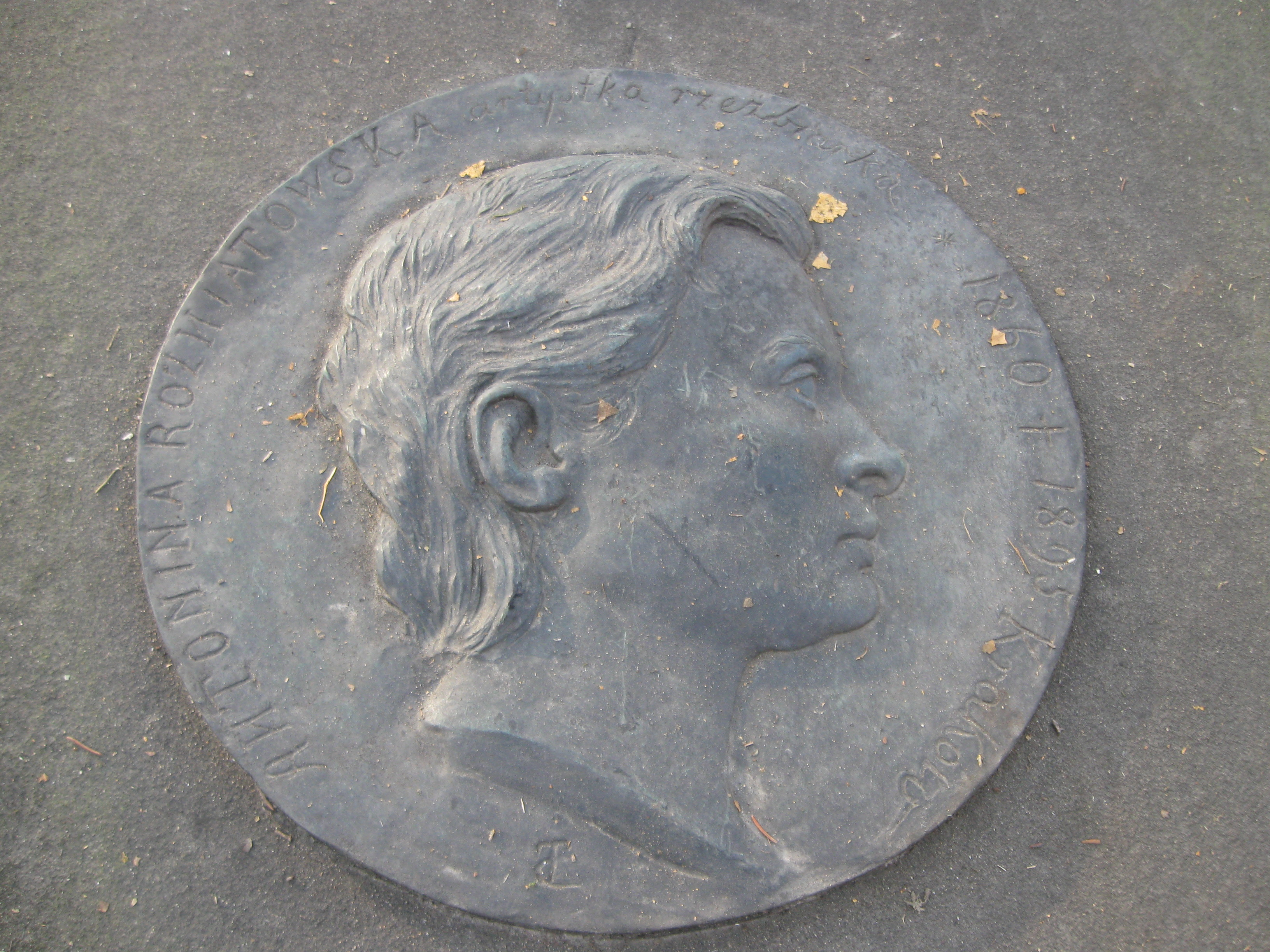
Medalion z grobu Antoniny Rożniatowskiej autorstwa Toli Certowicz
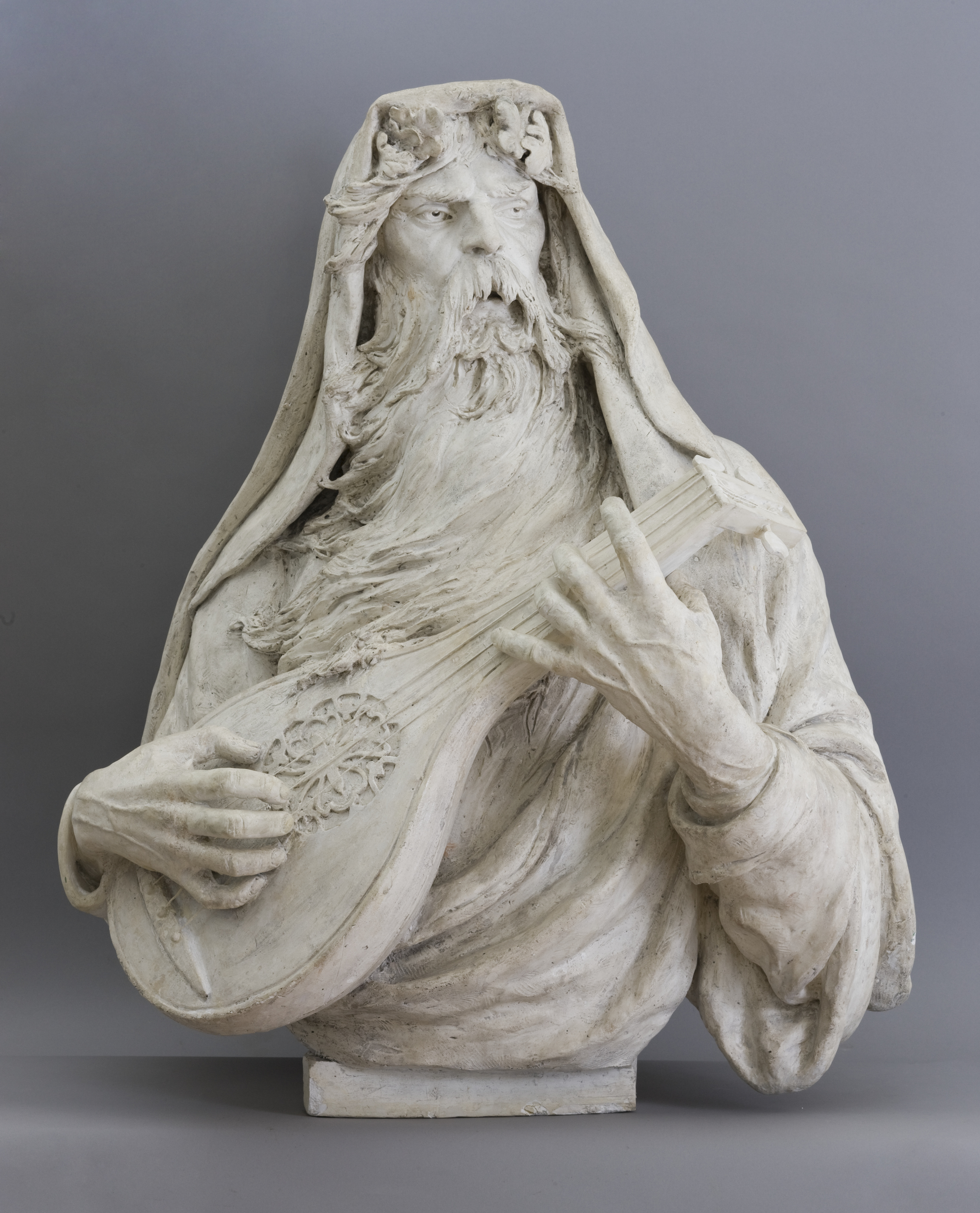
Wajdelota, 1881, Muzeum Narodowe w Krakowie
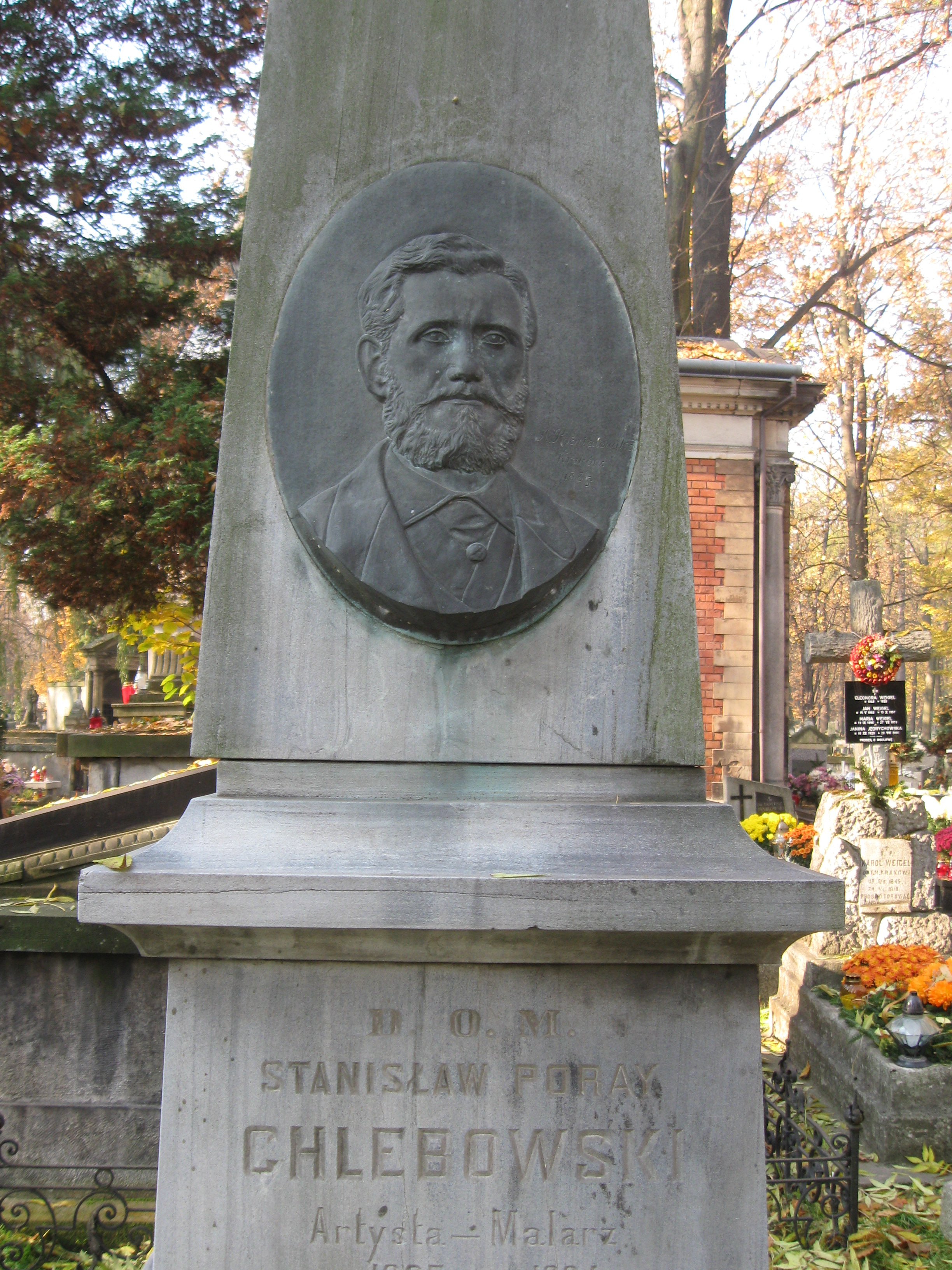
Fragment nagrobka malarza Stanisława Chlebowskiego z cmentarza Rakowickiego z medalionem autorstwa Antoniny Rożniatowskiej
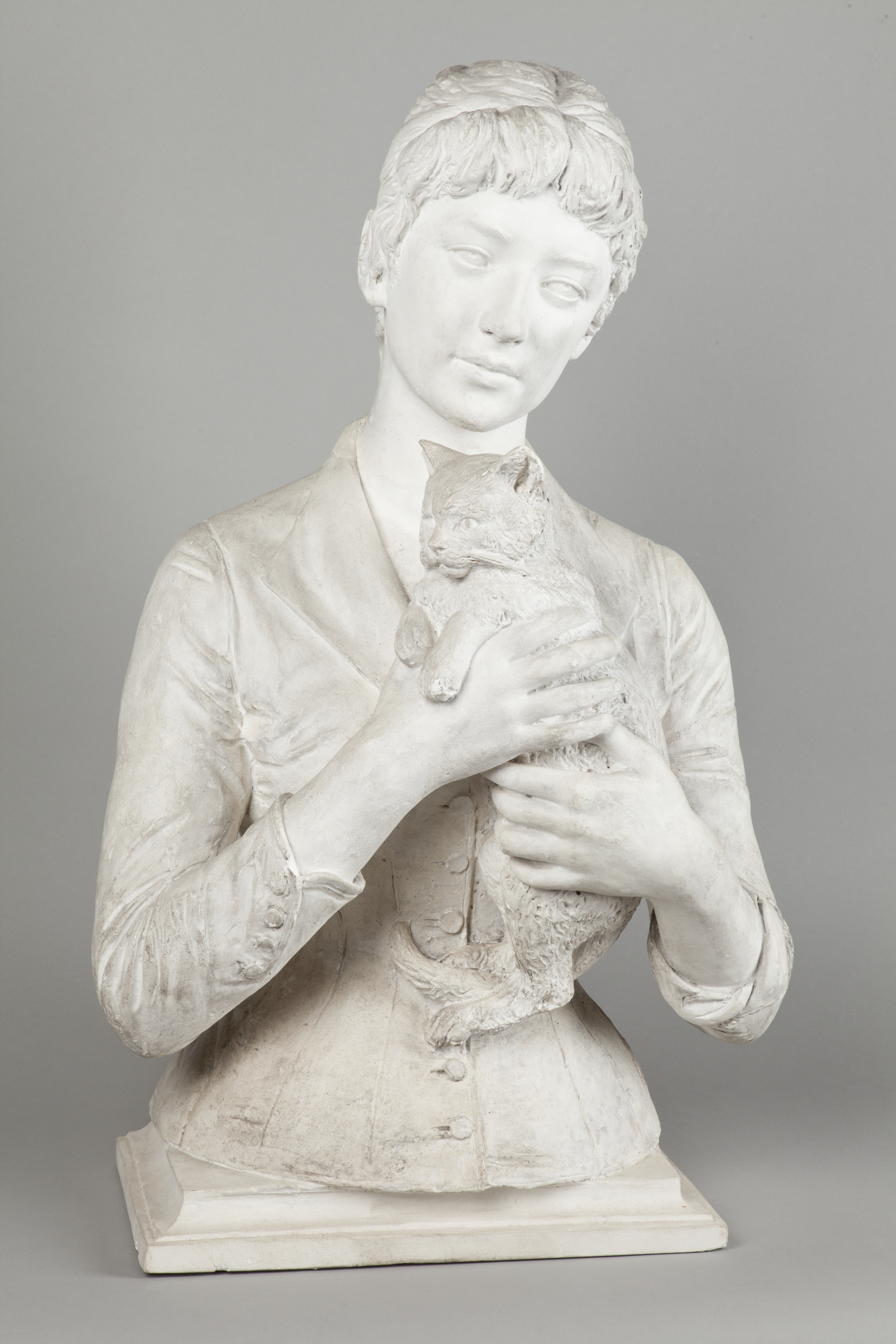
Kobieta z kotkiem, ok. 1888
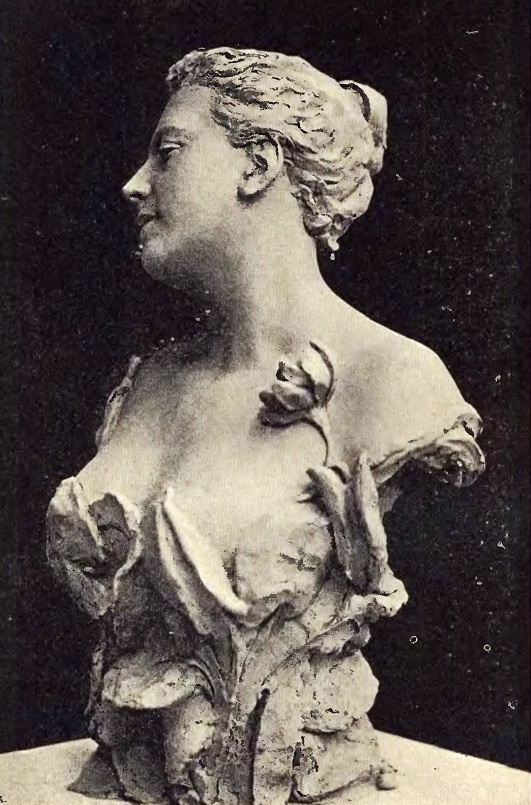
Lotus, przed 1894